# Crossotus genalis
Crossotus genalis là một loài bọ cánh cứng trong họ Cerambycidae.